# 야광충목
야광충목(Noctilucales)은 해양성 와편모충류 목의 하나이다. 야광충을 포함하여 4개 과 26종으로 이루어져 있다.

## 하위 과
- Kofodiniaceae
- Leptodiscaceae
- 야광충과 (Noctilucaceae)
- Protodiniferaceae